# Lynner García
Lynner O'Neal García Mejía (ur. 7 maja 2000 w mieście Gwatemala) – gwatemalski piłkarz występujący na pozycji ofensywnego lub środkowego pomocnika, reprezentant Gwatemali, od 2021 roku zawodnik Comunicaciones.